# بیمارستان امام رضا (امیدیه)
بیمارستان امام رضا واقع در استان خوزستان، شهرستان امیدیه بیمارستانی است درمانی و وابسته به دانشگاه علوم پزشکی جندی شاپور اهواز با ۵۰ تخت ثابت که در سال ۱۳۷۶ خورشیدی تأسیس گردید.
هم‌اکنون این بیمارستان دارای بخش‌های اورژانس، اطفال، جراحی زنان و زایمان، داخلی، جراحی عمومی، CCU، تالاسمی، زایشگاه، اتاق عمل، دیالیز و دیگر واحدهای پاراکلینیکی و درمانگاهی می‌باشد.